# Drijetanj
Drijetanj (cyr. Дријетањ) – wieś w Serbii, w okręgu zlatiborskim, w mieście Užice. W 2011 roku liczyła 1316 mieszkańców.